# Ubrodowice
Ubrodowice – wieś w Polsce położona w województwie lubelskim, w powiecie hrubieszowskim, w gminie Hrubieszów.
| SIMC    | Nazwa              | Rodzaj    |
| ------- | ------------------ | --------- |
| 0889640 | Ubrodowice-Kolonia | część wsi |

W latach 1975–1998 miejscowość administracyjnie należała do województwa zamojskiego. 
Wieś jest sołectwem w gminie Horodło. Według Narodowego Spisu Powszechnego (III 2011 r.) liczyła 267 mieszkańców i była 22. co do wielkości miejscowością gminy Hrubieszów.
Wierni Kościoła rzymskokatolickiego należą do parafii św. Apostołów Piotra i Pawła w Moniatyczach.

## Historia
W Ubrodowicach znajdowała się unicka, a następnie prawosławna cerkiew św. Eliasza, wzniesiona w XIX w. i zamknięta w 1915 (wskutek bieżeństwa). Spór o nią między miejscowymi społecznościami prawosławną i katolicką w 1924 odbił się szerokim echem i należał do najgłośniejszych konfliktów o świątynie w czasie rewindykacji cerkwi prawosławnych w II RP. Budowla została zburzona w 1938. Cerkiew sąsiadowała z cmentarzem, wytyczonym w XIX w. początkowo unickim, następnie prawosławnym, użytkowanym do pocz. XX w. Został on niemal całkowicie zniszczony, zaś po nowym cmentarzu prawosławnym, założonym w XX w., nie ma żadnego śladu. Na jego miejscu znajduje się obecnie kaplica rzymskokatolicka. W jej sąsiedztwie znajduje się cmentarz wojenny z I wojny światowej w formie kopca.